# Gramzow
Gramzow település Németországban, azon belül Brandenburgban. Lakosainak száma 1825 fő (2023. december 31.). Gramzow Zichow és Casekow községekkel határos.

## Népesség
A település népességének változása:
| Lakosok száma | 1856 | 1836 | 1772 | 1835 | 1825 |
|               | 2017 | 2019 | 2021 | 2022 | 2023 |